# ایهور سنورنیتسین
ایهور سنورنیتسین (اوکراینی: Ігор Сергійович Снурніцин؛ زادهٔ ۷ مارس ۲۰۰۰) بازیکن فوتبال اهل اوکراین است.
وی همچنین در تیم‌های ملی فوتبال Ukraine national under-16 football team, Ukraine national under-17 football team, Ukraine national under-18 football team, Ukraine national under-19 football team، زیر ۲۰ سال اوکراین، و زیر ۲۱ سال اوکراین بازی کرده‌است.